# Carmen Mola
Carmen Mola è lo pseudonimo di tre scrittori e sceneggiatori spagnoli, Jorge Díaz Cortés (Alicante, 1962), Agustín Martínez (Lorca, 1975) e Antonio Santos Mercero (Madrid, 1969).

## Biografia
Il loro esordio è avvenuto nel 2018 con il romanzo La sposa di sangue, prima parte di una trilogia tradotta in otto paesi proseguita con La red púrpura l'anno successivo e La nena nel 2020.
Nel 2021 con il romanzo La Bestia hanno ottenuto il Premio Planeta del montepremi di 1 milione di euro e durante la consegna del riconoscimento hanno svelato la vera identità che si nascondeva dietro il nom de plume.
Considerati la versione spagnola di Elena Ferrante, le loro opere hanno venduto al 2021 400 000 copie.

## Opere

### TrilogiaElena Blanco
- La sposa di sangue (La novia gitana, 2018), Milano, Mondadori, 2019 traduzione di Sara Cavarero ISBN 978-88-04-70951-0.
- La red púrpura (2019)
- La nena (2020)

### Altri romanzi
- La Bestia (2021), Milano, Salani, 2023 traduzione di Massimo Sottini ISBN 978-88-310-1689-6.

## Premi e riconoscimenti
Premio Planeta
- 2021 Vincitori  con La Bestia